# 김유정 (농구 선수)
김유정(1989년 ~ )은 대한민국의 농구선수이다.

## 출신학교
- 대신초등학교
- 동주여자중학교
- 동주여자상업고등학교

## 데뷔
- 2008년 KB국민은행 세이버스 입단

## 경력
- 2008년~2010년 KB국민은행 세이버스